# 이스라엘 필하모니 관현악단

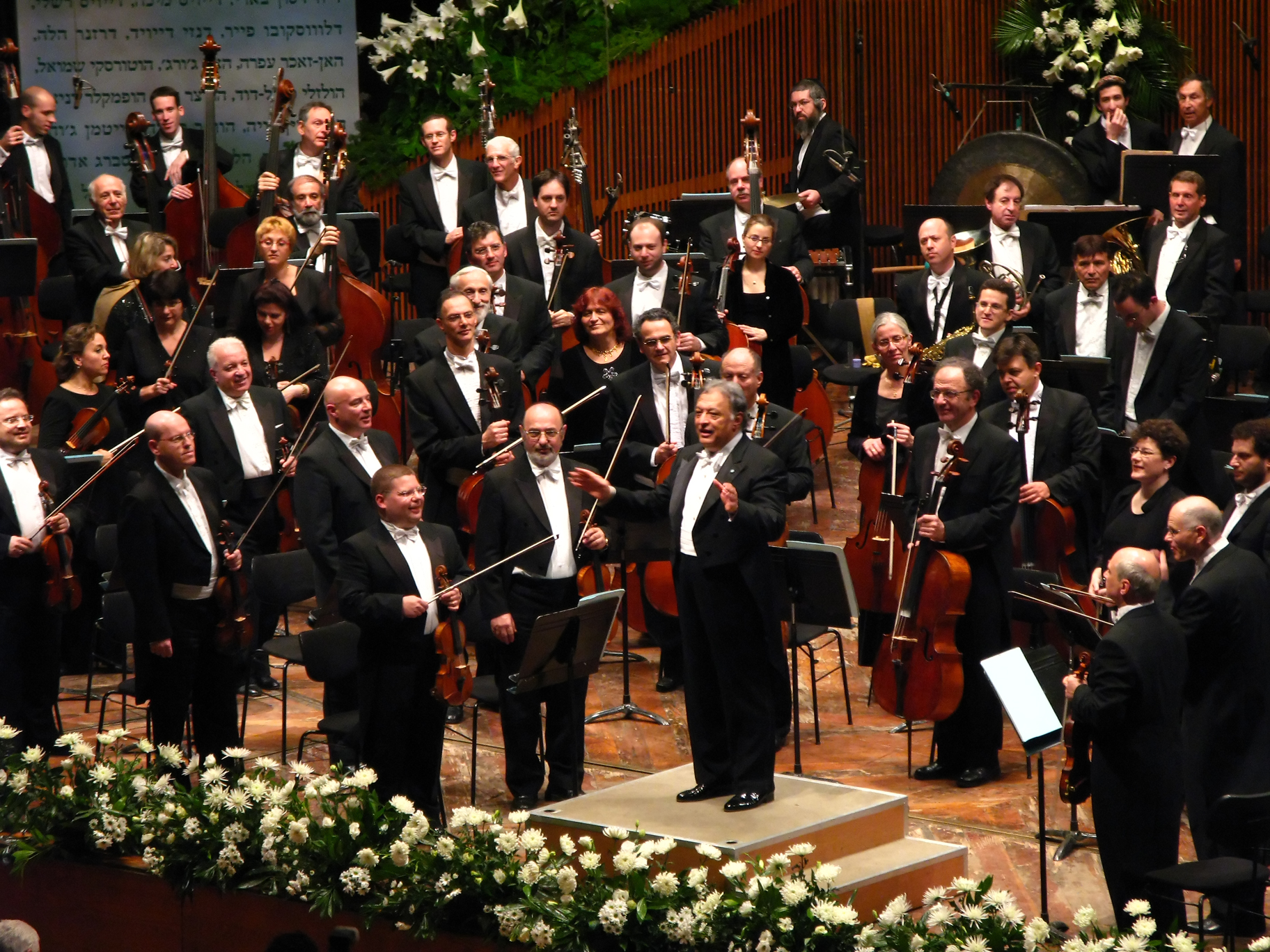

이스라엘 필하모니 관현악단(히브리어: התזמורת הפילהרמונית הישראלית, Israel Philharmonic Orchestra)은 텔아비브에 본거지를 둔 이스라엘의 대표적인 관현악단이다.

## 역사
1936년 폴란드 출신의 유태인 바이올리니스트 브로니스와프 후베르만이 팔레스타인으로 망명한 뒤 결성한 '팔레스타인 관현악단' 이 시초로, 악단원 대부분이 독일에서 쫓겨난 유태인 연주자들로 구성되어 있었다. 같은 해 12월 26일에 텔아비브에서 아르투로 토스카니니의 지휘로 첫 연주회를 가졌으며, 이후 객원 지휘 체제를 유지하면서 펠릭스 바인가르트너나 세르게이 쿠세비츠키, 디미트리 미트로풀로스 등의 지휘자들을 초빙해 공연했다.
1948년 이스라엘이 건국되면서 현재의 이름으로 개칭했으며, 1957년 장 마르티농을 음악 고문으로 초빙했다. 마르티농은 1959년까지 재임했으며, 이후 다시 객원 지휘 체제로 들어가 레너드 번스타인과 주빈 메타, 게오르크 솔티, 라파엘 쿠벨릭 등의 지휘로 공연했다. 특히 번스타인은 같은 유태인 혈통이었던 이유도 있어 악단원들의 성원을 받았고, 1947년에 계관 지휘자 칭호를 수여받은 뒤 타계할 때까지 정기적으로 공연했다.
메타도 1968년부터 음악 고문 자격으로 악단을 자주 지휘하기 시작했으며, 1977년에는 창단 이후 최초로 음악 감독(이후 종신 음악 감독으로 승격) 칭호를 수여받았다. 이외에도 1992년에 명예 객원 지휘자 칭호를 받은 쿠르트 마주어도 악단과 긴밀한 관계를 유지하고 있으며, 2005년에는 요엘 레비가 수석 객원 지휘자로 임명되었다.

## 상주 공연장과 주요 활동
창단 때부터 텔아비브를 본거지로 하고 있으며, 이후 수도가 예루살렘으로 옮겨간 뒤에도 계속 상주하고 있다. 주요 공연장은 프레드릭 R. 만 오디토리엄이며, 이외에도 하이파와 예루살렘에서도 공연하고 있다.
망명 음악인들이 자발적으로 설립한 악단이라 단원들 사이의 자체 결속력도 대단히 강하며, 지휘자들도 유태계 혹은 망명 인사들이 많아 유태인 음악 사회의 큰 축으로 작용하고 있다. 주로 베토벤과 멘델스존, 브람스, 말러, 드보르자크 등 유럽 작곡가들의 유명 레퍼토리들을 많이 연주하지만, 번스타인의 자작 교향곡 같은 미국 작품들도 종종 다루고 있다. 특히 유태계 작곡가들의 작품 연주에 있어서 최고 수준을 유지하고 있다는 평을 받고 있다.
그러나 반유태주의자로 유명했던 바그너 작품의 경우에는 1938년에 독일에서 벌어진 수정의 밤 사건과 홀로코스트 이후 오랫동안 연주를 거부해 왔으며, 이는 이스라엘 필 뿐 아니라 이스라엘 내의 모든 음악 단체와 해외에서 초청되어 오는 악단들도 마찬가지로 지켜야 하는 암묵적인 규정으로 한동안 유지되고 있었다. 1990년대 들어 메타가 바그너 오페라의 일부를 앵콜 곡으로 연주하는 시도를 조심스럽게 행했으나, 이 때도 몇몇 청중들이 휘파람을 불거나 야유하며 연주 중에 퇴장하는 등 항의의 제스처를 취한 바 있다.
전후 독일 음악계와는 순회 공연 등으로 화해 제스처를 계속 취해 왔으며, 1990년에는 베를린 필하모닉 오케스트라가 최초로 텔아비브를 방문해 메타의 지휘로 합동 연주회를 개최한 것이 화제가 되었다. 녹음은 데카와 도이체 그라모폰, 소니 클래시컬, EMI 등 유명 음반사들과 주로 제작하고 있으며, 특히 번스타인과 메타가 많은 양의 녹음을 남기고 있다. 칸노 요코도 자신이 작곡한 애니메이션 '마크로스 플러스' 의 OST 녹음 때 기용한 바 있다.